# Creoleon cinerascens
Creoleon cinerascens is een insect uit de familie van de mierenleeuwen (Myrmeleontidae), die tot de orde netvleugeligen (Neuroptera) behoort. 
Creoleon cinerascens is voor het eerst wetenschappelijk beschreven door Navás in 1912.